# Figuier (oiseau)
Pour les articles homonymes, voir Figuier (homonymie).
Taxons concernés
Dans l'ordre des Passeriformes :
- dans la famille des Tyrannidae
  - dans le genre Lophotriccus
- dans la famille des Aegithinidae
  - dans le genre Aegithina
- dans la famille des Meliphagidae
  - dans le genre Myzomela
- dans la famille des Bernieridae
  - dans le genre Xanthomixis
- dans la famille des Cisticolidae
  - dans le genre Neomixis
  - dans le genre Eremomela
- dans la famille des Polioptilidae
  - dans le genre Polioptila
- dans la famille des Zosteropidae
  - dans le genre Zosterops
- dans la famille des Parulidae
  - dans le genre Geothlypis
  - dans le genre Helmitheros
  - dans le genre Mniotilta
  - dans le genre Protonotaria
  - dans le genre Setophaga
- dans la famille des Vireonidae
  - dans le genre Setophaga
- dans la famille des Icteridae (ou incertae sedis)
  - dans le genre Icteriamodifier

Figuier était le nom donné par Buffon et Cuvier à diverses espèces de Parulines et à plusieurs autres passereaux sans parenté les uns avec les autres, qu'ils regroupaient dans un genre distinct.
Ce genre (Ficedula), tel que décrit par initialement par Mathurin Jacques Brisson en 1760 a été complètement remanié, et on n'en a conservé que la trentaine d'espèces de gobemouches de l'Ancien Monde de la famille des Muscicapidés. Toutefois, toutes les autres espèces que les naturalistes des XVIIIe et XIXe siècles appelaient « Figuiers » ont été renommées, et leur position taxinomique révisée systématiquement, de sorte que l'appellation ne conserve qu'un intérêt strictement historique. Aucun ornithologue moderne ne considère « Figuier », ni la définition originale (1760) de Ficedula (sensu lato) donnée par Brisson, et endossée par Buffon et Cuvier, comme pertinents.

## Les«Figuiers»de Buffon
L'identification des Figuiers de Buffon pose encore de nombreux problèmes. Le naturaliste n'avait pas toujours accès à des sources de première qualité, et l'identification des spécimens naturalisés qui lui étaient soumis devait être souvent difficile, peut-être en raison de la piètre qualité du matériel qui lui était accessible. Ceci se réflète en particulier dans la redondance fréquente entre espèces "différentes" qu'il décrivait, dont la synonymie devint évidente dans les éditions posthumes de son Histoire naturelle des oiseaux par un simple examen des noms scientifiques (selon la systématique de Linné) dont Pierre Flourens (1794-1867) et les naturalistes qui contribuèrent à ces éditions annotèrent tardivement celles-ci. Un exemple extrême est la Paruline jaune (Setophaga petechia), qui y est présentée sous 5 noms de Figuiers différents. À la décharge de l'auteur, il faut préciser qu'il existe une grande variation dans la couleur et la distribution des 35 sous-espèces reconnues pour cette espèce . D'autres espèces, telles la Paruline à croupion jaune (Setophaga coronata), la Paruline à tête cendrée (Setophaga magnolia), la Paruline orangée (Protonotaria citrea), etc., sont affectées de noms multiples désignant une seule et même espèce. 
Bien qu'elle ne soit en rien propre aux Figuiers de Buffon, la synonymie marquée dans le traitement de ces espèces, qui sont en majeure partie exclusives au Nouveau Monde, et avec lesquelles il faut convenir que Buffon n'était pas familier, illustre bien les limites inhérentes aux méthodes dont disposait le naturaliste. Toutefois, les problèmes soulevés par ce manque de rigueur illustrent surtout les lacunes dont une entreprise aussi ambitieuse que son Histoire naturelle faisait montre en n'embrassant pas le système de nomenclature linnéenne qui avait déjà été introduit (Systema naturae, 1758) depuis plus d'une vingtaine d'années quand il publia les premiers tomes de son ouvrage monumental. En effet, l'adhésion à des critères taxinomiques stricts que requérait le système de Linné permit une première classification véritablement rationnelle des organismes vivants, qui se traduisit par un véritable foisonnement dans la description non ambigüe des espèces par tous les auteurs qui avaient adopté la nomenclature linnéenne. L'exemple des Figuiers de Buffon constitue un cas de figure extrême des problèmes majeurs qu'entraîna une description superficielle des espèces, souvent basée sur des arguments d'autorité, qui appauvrit l'oeuvre de Buffon, nonobstant ses grands mérites stylistiques et surtout, l'ampleur de son entreprise, qui rivalise et surpasse l'Histoire naturelle de Pline l'Ancien en s'inspirant de la philosophie de son temps, i.e. celle du siècle des Lumières.
Quand il a été possible d'associer avec un haut degré de confiance une correspondance avec un taxon moderne, celui-ci est indiqué entre parenthèses (précédé du nom vernaculaire normalisé selon les recommandations de la Commission internationale des noms français des oiseaux)(CINFO) (2019). Il est à noter qu'à l'époque de Buffon, les Figuiers qu'il décrit faisaient presque tous partie du genre Motacilla (sensu lato) dans la classification linnéenne, genre qui a été également remanié pour n'inclure aujourd'hui que les Bergeronnettes (famille des Motacillidae). Les éditions posthumes de l'Histoire naturelle inclurent les taxons linnéens des Figuiers, ce qui a grandement aidé à confirmer l'identité des espèces décrites par Buffon. 
« Figuiers » de l'ancien Monde
- le Figuier vert et jaune (Petit Iora (Aegithina tiphia)) (famille des Aegithinidae)
- le Cheric (ou Tcheric) (Farifotra zostérops (Xanthomixis zosterops)) (famille des Bernieridae)
- le Petit Simon de Bourbon (Petite Éroesse (Neomixis tenella)) (famille des Cisticolidae)
- le Figuier bleu  (Zostérops gris (Zosterops mauritianus))(famille des Zosteropidae)
- le Figuier du Sénégal (?) (famille des Pycnonotidae)

« Figuiers » du nouveau Monde (par ordre phylogénétique des familles)
Famille des Tyrannidae:
- le Figuier huppé (Microtyran casqué (Lophotriccus galeatus))

Famille des Vireonidae:
- le Grand Figuier de la Jamaïque (Viréo à moustaches (Vireo altiloquus))

Famille des Polioptilidae:
- Gobemoucheron gris-bleu (Polioptila caerulea) (synonymie)
  - le Figuier gris-de-fer
  - le Figuier cendré à gorge cendrée

Famille des Icteridae:
- le Figuier brun et jaune (Ictérie polyglotte (Icteria virens))

Famille des Parulidae:
- le Figuier brun (Paruline vermivore (Helmitheros vermivorum))
- le Figuier des sapins (Paruline à ailes bleues (Vermivora cyanoptera))
- le Figuier aux ailes dorées (Paruline à ailes dorées (Vermivora chrysoptera))
- le Figuier varié (Paruline noir et blanc (Mniotilta varia))
- Paruline orangée (Protonotaria citrea) (synonymie)
  - le Figuier à gorge orangée
  - le Figuier tacheté de jaune (plumage d'hiver?)
  - le Figuier protonotaire
  - le Figuier à ventre et à tête jaune
  - le Figuier du Canada (Brisson)
- le Figuier aux joues noires (Paruline masquée (Geothlypis trichas))
- le Figuier olive (Paruline équatoriale (Geothlypis aequinoctialis))
- Paruline jaune (Setophaga petechia) (synonymie)
  - le Figuier tacheté (Paruline jaune (Setophaga petechia (groupe aestiva))[5]
  - le Figuier à tête rouge (Paruline jaune ("Paruline des mangroves") (Setophaga petechia (groupe erithachorides))
  - le Figuier à gorge blanche (Paruline jaune ("Paruline des mangroves") (Setophaga petechia (groupe erithachorides))
  - le Figuier vert et blanc (Paruline jaune [groupe petechia)]) (Setophaga petechia (groupe petechia))
  - le Figuier à tête rousse (Paruline jaune (groupe erithacorides)(Setophaga petechia (groupe erithacorides))
- le Figuier à gorge jaune (Paruline à collier (Setophaga americana))
- Paruline à tête cendrée (Setophaga magnolia) (synonymie)
  - le Figuier à tête cendrée
  - le Figuier cendré à collier
- le Figuier à cravate noire (Paruline à gorge noire (Setophaga virens))
- Paruline à flancs marron (Setophaga pensylvanica) (synonymie)
  - le Figuier à tête jaune
  - le Figuier à poitrine rouge
- le Figuier cendré à gorge jaune (Paruline à gorge jaune (Setophaga dominica))
- Paruline à croupion jaune (Setophaga coronata) (synonymie)
  - le Figuier à ceinture
  - le Figuier couronné d’or
  - le Figuier grasset
- le Figuier orangé (Paruline à gorge orangée (Setophaga fusca))
- le Figuier noir (Paruline flamboyante (Setophaga ruticilla))
- le Figuier à demi-collier (?)
- le Figuier à gorge jaune (?)
- le Figuier brun-olive (?)

## Autres«Figuiers»
Après Buffon, quelques autres naturalistes francophones du tournant du XVIIIe siècle décrivirent des taxons qu'ils nommèrent également Figuiers, particulièrement en provenance de l'Afrique et de l'Asie du Sud-Est, et ce, jusque vers la première moitié du XIXe siècle. Ce nom vernaculaire fourre-tout continua donc d'être assez populaire pour désigner divers petits Passériformes à bec fin qui n'entraient pas dans la catégorie des "bec-figues" (nom désuet qui servait à cette époque à catégoriser les Fauvettes de l'Ancien Monde), particulièrement chez François Levaillant (1754-1827) et Louis Jean-Marie Daubenton (1716-1799). Voici quelques exemples des "Figuiers" de ces naturalistes: 
- le Figuier rouge (Levaillant) (Myzomèle (Myzomela sp.)) (famille des Meliphagidae)
- le Figuier rouge-et-gris (Levaillant) (Myzomèle (Myzomela)) (famille des Meliphagidae)
- le Figuier crombec (Levaillant) (Crombec (Sylvietta sp.)) (famille des Macrosphenidae)
- le Figuier à bec courbi (Levaillant) (Crombec (Sylvietta sp.)) (famille des Macrosphenidae)
- le Figuier du Sénégal[6] (Daubenton) (Érémomèle à dos vert (Eremomela pusilla)) (famille des Cisticolidae)